# 海伦特豪特
海伦特豪特（荷蘭語：Herenthout，荷蘭語發音：[ˈɦeːrəntɦʌu̯t]）是比利时弗拉芒大區安特衛普省蒂倫豪特區的一个市镇，通行荷蘭語，是弗拉芒社群的一部分，面积23.55平方千米，人口9,109人（2020年1月1日）。